# Grigori Naumowitsch Tschuchrai
Grigori Naumowitsch Tschuchrai (russisch Григо́рий Нау́мович Чухра́й, wiss. Transliteration Grigorij Naumovič Čuchraj; * 23. Mai 1921 in Melitopol; † 29. Oktober 2001 in Moskau) war ein sowjetischer Filmregisseur und Drehbuchautor, der unter anderem durch Antikriegsfilme Bekanntheit erlangte.

## Leben
Grigori Tschuchrai wurde als Sohn eines Soldaten in der heute zur Ukraine gehörenden Stadt Melitopol geboren. Nachdem sich Grigoris Eltern 1924 scheiden ließen, wuchs er in Obhut der Mutter und des Stiefvaters auf. Von 1935 bis 1939 lebte die Familie in Moskau, wo Grigori zur Schule ging. Nach dem Abschluss leistete er Wehrdienst unter anderem in Mariupol in der Ukraine. Nach dem Beginn des deutschen Angriffskrieges gegen die Sowjetunion im Jahr 1941 ging Tschuchrai als Freiwilliger an die Front und diente bis 1945 bei den Fallschirmjägertruppen unter anderem in der Ukraine, in Südrussland und bei Stalingrad. Er wurde viermal verwundet und erhielt später eine Vielzahl von Ehrenzeichen, darunter den Orden des Vaterländischen Krieges I. und II. Klasse.
Nach Entlassung aus den Streitkräften 1946 ging Tschuchrai erneut nach Moskau, wo er bis 1953 an der Fakultät für Regie des Staatlichen Instituts für Kinematographie in der Werkstatt von Jutkewitsch und Romm studierte. Von 1953 bis 1955 arbeitete Tschuchrai in Kiew im Dowschenko-Filmstudio, anschließend ging er zurück nach Moskau und war dort seitdem als Regisseur für das staatliche Filmproduktionsunternehmen Mosfilm tätig.

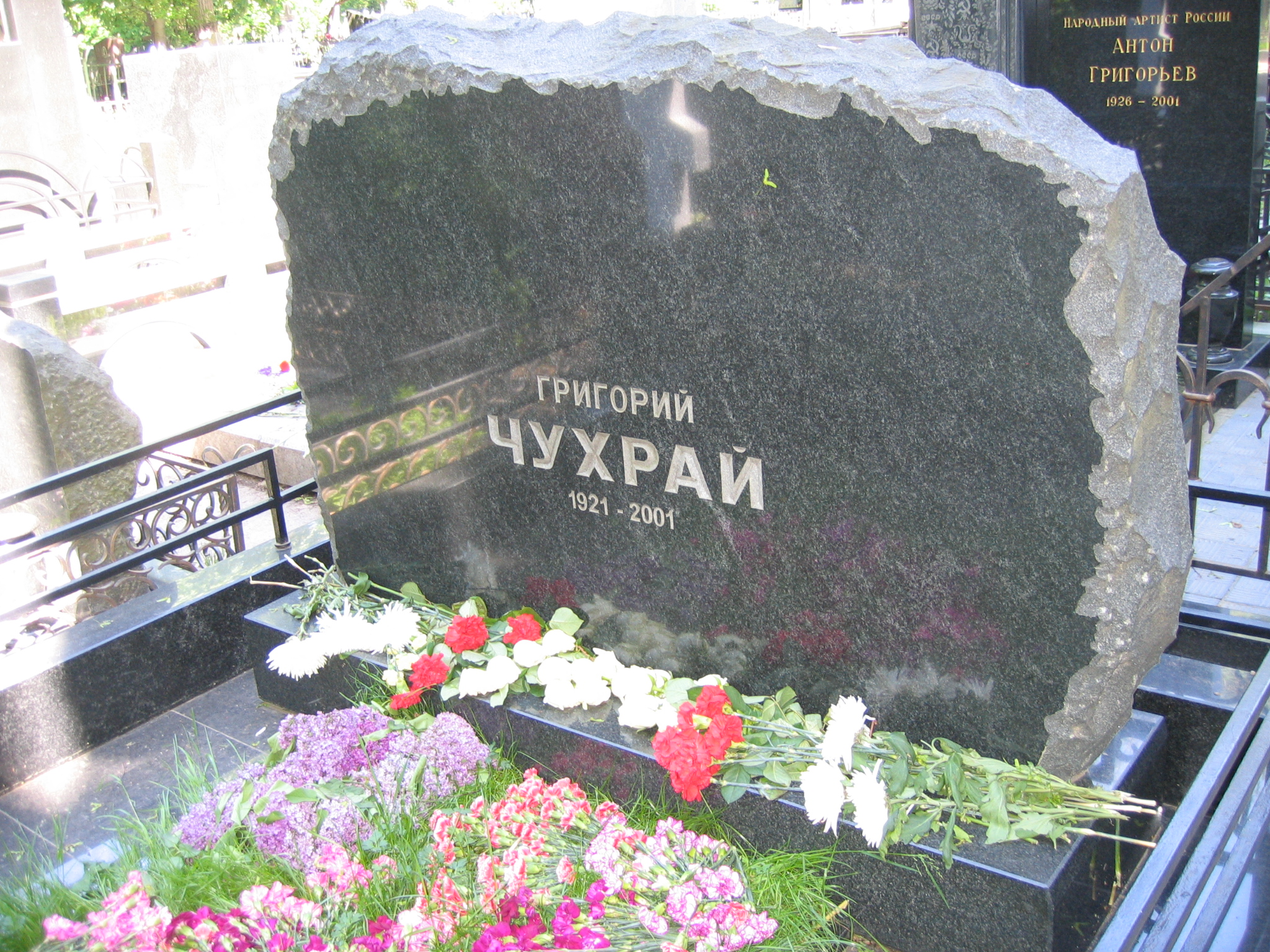
Tschuchrais Grab auf dem Wagankowoer Friedhof

Im Jahr 1956 drehte Tschuchrai mit Der letzte Schuß (russ. Originaltitel Сорок первый, zu deutsch „Der Einundvierzigste“) den ersten Spielfilm unter seiner Regie. 1959 folgte mit der Die Ballade vom Soldaten (Баллада о солдате) eines seiner bis heute bekanntesten Werke. Bei diesen beiden Werken handelt es sich um Antikriegsfilme, die das Leben von Soldaten in der Zeit des Bürgerkriegs bzw. des Zweiten Weltkriegs in Russland im Mittelpunkt haben. 1966 bis 1970 lehrte Tschuchrai am Institut für Kinematographie, das er seinerzeit abgeschlossen hatte, und leitete dort eine Regisseurwerkstatt. Bis in die 1980er-Jahre drehte er mehrere weitere Spielfilme.
Zuletzt war Grigori Tschuchrai als Mitglied des Mosfilm-Künstlerrates im Rahmen der Förderung von Nachwuchskinematographen tätig. Er starb am 29. Oktober 2001 und wurde in Moskau auf dem Wagankowoer Friedhof beigesetzt.

## Filmografie (Auswahl)
- 1954: Nasar Stodolja / Назар Стодоля – Co-Regie
- 1956: Der letzte Schuß (Сорок первый)
- 1959: Die Ballade vom Soldaten (Баллада о солдате) – auch Drehbuch
- 1961: Klarer Himmel (Чистое небо)
- 1964: Es lebte einmal ein Alter mit seiner Alten (Жили-были старик со старухой)
- 1970: Pamjat / Память – Dokumentation, auch Drehbuch
- 1977: Trjassina / Трясина – auch Drehbuch
- 1979: Das Leben ist wunderbar (Жизнь прекрасна) – auch Drehbuch
- 1984: … und ich lehre euch träumen – Mark Donskoi: Realist und Poet (Я научу вас мечтать) – Dokumentation, Co-Regie, Drehbuch

## Auszeichnungen (Auswahl)
- Spezialpreis Filmfestspiele von Cannes (1957)
- Leninpreis (1961)
- Volkskünstler der RSFSR (1969)
- Volkskünstler der UdSSR (1981)
- Nika-Preis in der Auswahl Ehre und Würde (1993)